# 마이클 클레식
마이클 클레식(Michael Klesic, 1975년 7월 31일 ~ )은 미국의 영화배우이다.

## 영화
- 썸머 러브 (2006년)
- 칠드런 오브 맨 (2006년)
- 원더풀 나잇 인 스플릿 (2004년)
- 머피스 로우 (2003년)
- 세계를 뒤흔든 날 (2003년)
- 표류교실 (1995년)